# Саржевский, Анатолий Васильевич
Анатолий Васильевич Саржевский (укр. Анатолiй Васильович Саржевський; 29 мая 1957, Фалешты — 29 июня 2020, Украинка, Киевская область) — советский и украинский гандболист, Мастер спорта Украины международного класса, обладатель кубка IHF 1982/1983 года, победитель молодёжного чемпионата мира, арбитр национальной категории.

## Биография
Воспитанник криворожского гандбола.
Умер 29 июня 2020 года в Киеве.

## Достижения
- Обладатель кубка IHF 1982/1983 года.
- Мастер спорта СССР международного класса.
- Победитель молодёжного первенства мира 1979 года.
- Троекратный бронзовый призёр чемпионата СССР: 1982, 1983, 1984.